# Metraeopsis cuneatalis
Metraeopsis cuneatalis is een vlinder uit de familie van de grasmotten (Crambidae). De wetenschappelijke naam van de soort is voor het eerst voorgesteld door Paul Dognin in een publicatie uit 1905. Het is de typesoort van het geslacht Metraeopsis, dat Dognin in dezelfde publicatie als nieuw beschreef.
Het exemplaar dat Dognin beschreef was afkomstig uit de vallei van de Zamora, nabij Loja in Ecuador.